# European netID Foundation
Die European netID Foundation ist eine offene Stiftung mit Sitz in Montabaur. Sie wurde im März 2018 von der Mediengruppe RTL Deutschland, ProSiebenSat.1 und United Internet als rechtsfähige private Stiftung des bürgerlichen Rechts gegründet. Die Gründung war eine Folge der im Mai 2018 in Kraft getretenen Datenschutz-Grundverordnung. Ziel der Stiftung ist die Schaffung eines einheitlichen Online-Logins über unterschiedliche Online-Angebote verschiedener Branchen hinweg. Mittels eines Single-Sign-on-System namens netID können Nutzer die Dienste der Partner nutzen. Im Gegenzug werden sie bei ihrer Nutzung über die verschiedenen Onlinedienste eindeutig identifiziert, ihr Nutzungsverhalten wird aufgezeichnet und die ID ermöglichen den teilnehmenden Stiftungsmitgliedern das Erstellen von umfangreichen Nutzerprofilien für den weiteren Vertrieb. Als Vorbild für das System dienen hierbei die bereits etablierten Dienste von Google und Facebook.

## Gründung der Stiftung
Wegen der ab Mai 2018 geltenden Datenschutz-Grundverordnung (DSGVO) und der E-Privacy-Richtlinie initiierten drei deutsche Medien- und Internetunternehmen – ProSiebenSat.1 Media SE, Mediengruppe RTL Deutschland und United Internet AG – Anfang 2017 eine Login-Allianz. Die Mitglieder der Allianz hielten in einem gemeinsamen Vertrag die Gründung einer Stiftung fest. Ziel der Stiftung ist es, ein anbieterübergreifendes Registrierungs- und Anmeldeverfahren im Web (Single Sign-on) zu etablieren und sich um die Einhaltung sowie die Weiterentwicklung des Log-in-Systems zu kümmern.
Im März 2018 wurde die Gründung der European netID Foundation als neutrale, unabhängige und offene Stiftung bekannt gegeben. Das Single-Sign-on-System der Stiftung netID ist ein offenes System: Jedes Online-Angebot kann dieses System nutzen. Die European netID Foundation positioniert sich als europäische Alternative zu den GAFA: Google, Amazon, Facebook und Apple. Bei der European netID Foundation liegen die Nutzerdaten dezentral bei den Partnern und es wird sichergestellt, dass die Datenhaltung der Account-Anbieter innerhalb der EU stattfindet. Eine regelmäßige Überprüfung sorgt für die Zertifizierung und kontinuierliche Überprüfung des Standards.
Die Initiatoren der Stiftung erreichen zusammen monatlich rund 50 Millionen Unique User und verfügen gemeinsam über mehr als 38 Millionen aktive Accounts. Am 8. November 2018 startete netID offiziell auf den ersten Websites. Bis Jahresende war das netID-Login auf 65 Webseiten verfügbar. Dazu gehören u. a. 50 Portale von Ippen Digital, wie Merkur.de und tz.de, sowie bekannte Webseiten wie sueddeutsche.de, 1&1, DPD, essen-und-trinken.de, WEB.DE und GMX. Weiter die Senderportale von ProSiebenSat.1 Media und der Mediengruppe RTL Deutschland, das Kochportal kochbar.de und drei Onlineshops der Schweizer Calida Gruppe. Seit April 2020 setzte zudem das Medien- und Technologieunternehmen Axel Springer auf die European netID Foundation und integrierte sukzessive die Single Sign-on-Lösung netID SSO in seinen Digitalangeboten – den Anfang machten BILD und WELT. Zu den Partnern zählen auch Mediaagenturen und Vermarkter wie GroupM und Ströer. Im Juni 2020 startete auch das Münchener Big-Data-Unternehmen Quantyoo mit dem Single Sign-on-Dienst netID. Im November 2020 folgte die Deutsche Telekom als neuer Partner der European netID Foundation. Seit März 2021 kooperiert die European netID Foundation mit dem Advertising-Unternehmen Xandr und seit August 2021 bietet auch die Authentifizierungsplattform Auth0 den netID Single Sign-on an.

## Organisationsstruktur

### Stiftungsvorstand
Seit Januar 2024 zeichnet Uli Hegge als Vorstandsvorsitzender (CEO) und alleiniger Vorstand der European netID Foundation verantwortlich. Im März 2024 ersetzte Daniel Dagehus als Chief Technology & Product Officer den bisherigen Vorstand und CTO Achim Schlosser.

### Stiftungsrat
Der Stiftungsrat rekrutiert sich vornehmlich aus Vertretern der Gründungsstifter. Namentlich sind dies Carsten Schwecke, Matthias Dang, sowie Friedbert Pflüger. Stiftungsratsvorsitzender ist Carsten Schwecke.

### Fachbeiräte
Neben Stiftungsvorstand und Stiftungsrat hat die European netID Foundation verschiedene Fachbeiräte, die sich um spezielle inhaltliche Themen wie den Datenschutz oder Branchensegmente kümmern. Ziel ist, das Angebot der European netID Foundation kontinuierlich weiterzuentwickeln und dabei sowohl die regulatorischen Anforderungen als auch die des digitalen Markts bestmöglich zu berücksichtigen. Die Vertreter von Partnerunternehmen können in den Fachbeiräten ihre Expertise einbringen und produktbezogene Anforderungen an die Stiftung definieren.
Die Fachbeiräte untergliedern sich in sieben Bereiche: Datenschutz, E-Commerce, Financial Services, Advertising, Österreich, Publishing/Vermarktung sowie das Forum Daten und Digitalisierung. Der Bereich „Publishing/Vermarktung“ ist u. a. mit Vertretern der Mediengruppe RTL Deutschland, ProSiebenSat.1 Media, Ströer Digital Media, United Internet Media, Axel Springer SE und der Süddeutschen Zeitung besetzt.  Unter anderem die Otto Group und DPD Deutschland sind Mitglieder im Fachbeirat „E-Commerce“.  Im Financial Services-Beirat sind unter anderem Manager der Schufa. Der Fachbeirat Datenschutz setzt sich aus Vertretern der Mediengruppe RTL Deutschland, ProSiebenSat.1 Media und 1&1 De-Mail zusammen.

## netID
Mit Inkrafttreten der Datenschutz-Grundverordnung (DSGVO) am 24. Mai 2016 wurden die Standards im Datenschutz europaweit geregelt. Die European netID Foundation möchte die Einwilligung zur Nutzung von Online-Angeboten (Opt-in) transparent und datenschutzkonform organisieren. Internet-Nutzer können mit Hilfe des Login-Systems netID verschiedene Online-Angebote mit denselben Login-Daten nutzen. Im sogenannten Privacy Center verwalten Nutzer ihre Daten, ändern ihr Passwort oder erteilen und widerrufen Einwilligungen. Die Online-Angebote übertragen die Nutzer-Daten nur mit Einwilligung zwischen den verschiedenen Angeboten. Wenn die Nutzer die Übertragung zulassen, erübrigt sich die erneute Eingabe der Informationen bei einer Neuregistrierung. Zudem müssen sich die Nutzer nicht mehr so viele Anmeldedaten merken, sondern nur noch einen Login.
Technisch gesehen ermöglicht netID seinen Partnern ein Tracking der Nutzer über die verschiedenen Plattformen hinweg, solange diese nicht widerrufen. Aus Sicht der Betreiber wird die dafür notwendige Zustimmung durch entsprechenden Klick beim Login erteilt.

### netID Enterprise und netID Professional
Im Frühjahr 2020 hat die European netID Foundation zwei Consent-Produkte veröffentlicht: netID Enterprise und netID Professional. Diese ermöglichen Werbetreibenden, Publishern und E-Commerce-Anbietern die individuell auf den Nutzer abgestimmte Ausspielung von Werbung, Produktinformationen und redaktionellem Content. Sie ergänzen den netID Single Sign-on, der allein den Login der Nutzer ermöglicht.
Seit Juni 2020 setzt das Medien- und Technologieunternehmen Axel Springer SE als erster netID Partner das Consent-Produkt „netID Professional“ mit seiner Soft-Login Funktion auf den Webseiten von BILD, WELT und TECHBOOK ein. Diese ermöglicht es Nutzern, mit einem Klick die jeweilige Website mit ihrer netID zu verknüpfen und so langfristig ihre Privatsphäre-Einstellungen an einem zentralen Zugriffspunkt, dem netID Privacy Center, zu verwalten. Publisher und Werbungtreibende können mithilfe der netID Produkte Nutzern auch ohne Third-Party-Cookies datenschutzkonform personalisierte Werbung ausspielen. Im Laufe des Jahres plant Axel Springer SE, netID Professional auf weitere Onlineangebote seines Portfolios auszurollen und den netID Single Sign-on zu integrieren.